# Virginie Boutaud
Virginie Adèle Lydie Boutaud-Manent (nhũ danh: Boutaud; sinh ngày 27 tháng 2 năm 1963), hay còn được biết đến với nghệ danh ngắn gọn là Virginie, là nữ ca sĩ kiêm sáng tác nhạc, nghệ sĩ đàn guitar, cựu người mẫu và diễn viên người Brasil. Bà được biết đến với tư cách là ca sĩ hát chính trong các ban nhạc theo dòng nhạc new wave là Metrô và Virginie & Fruto Proibido.

## Thời thơ ấu
Boutaud sinh ra tại thành phố São Paulo vào ngày 27 tháng 2 năm 1963. Khi còn nhỏ, bà từng theo học trung học dành cho người Pháp tại Brasil. Đây cũng là nơi mà bà gặp Alec Haiat, Yann Laouenan, Daniel "Dany" Roland, Marcel Zimberg và Xavier Leblanc, họ đã cùng nhau lập nên ban nhạc experimental/progressive rock mang tên A Gota Suspensa vào năm 1978. Sau khi ra mắt album cùng tên vào năm 1983, cả nhóm quyết định chuyển dòng nhạc từ rock sang new wave, lấy cảm hứng từ các nghệ sĩ Blondie, Laurie Anderson và Rita Lee. Một năm sau, vào năm 1984, nhóm đổi tên thành Metrô. Đĩa đơn đầu tiên kể từ sau những thay đổi này là "Beat Acelerado", dưới nhãn đĩa Epic Records.
Album đầu tay của Metrô là Olhar, ra mắt khán giả năm 1985, đã giúp ban nhạc trở nên nổi tiếng và được công chúng biết đến nhiều hơn. Tuy nhiên, một năm sau đó, do những mâu thuẫn cá nhân với các thành viên khác, Virginie quyết định rời nhóm. Bà chuyển đến sống ở Paris trong một khoảng thời gian sau đó, đây cũng là nơi bà bắt đầu học nhảy trước khi quay lại Brasil. Trước khi rời Pháp, bà góp giọng trong ca khúc "Assassinato Anônimo" của nhóm Kid Vinil e os Heróis do Brasil trong album cùng tên.